# Занино (Пермский край)
Занино — деревня в составе Осинцевского сельского поселения Кишертского района в Пермском крае.

## Географическое положение
Деревня расположена на правом берегу реки Сылва примерно в 9 километрах по прямой на запад от села Осинцево, центра сельского поселения.

## Климат
Климат умеренно континентальный, с продолжительной холодной и довольно многоснежной зимой и сравнительно коротким умеренно тёплым летом. Средняя температура самого холодного месяца года −17,3 °C, средняя максимальная температура самого жаркого месяца +24,8 °C. Зима на рассматриваемой территории суровая и продолжительная со значительным снежным покровом. Устойчивые морозы наблюдаются с середины ноября до третьей декады марта. Высота снежного покрова в среднем за зиму составляет около 40 см, но в особо снежные зимы может достигать 60 см и более. Средняя продолжительность устойчивого снежного покрова 170 дней. Лето наступает в середине мая и продолжается до середины сентября, когда начинаются осенние заморозки.

## История
Деревня известна с 1904 года, основана выходцами из соседней деревни Падуково.

## Население
Постоянное население составляло 51 человек (100 % русские) в 2002 году, 37 человек в 2010 году, 33 человека в 2019 году.